# 聖三位一体 (リベーラ)
『聖三位一体』（せいさんみいったい、西: La Trinidad、英: The Trinity）は、スペイン・バロック絵画の巨匠ホセ・デ・リベーラが1635年ごろ、キャンバス上に油彩で制作した絵画である。現在、マドリードのプラド美術館に所蔵されている。同美術館創立の翌年にあたる1820年にスペイン王フェルナンド7世が当時のスペインの画家アグステイン・エステーベから購入した作品である。

## 作品
「聖三位一体」とは、「神は1つの本質で、父・子 (イエス・キリスト)・聖霊の「三位格」 (ペルソナ) からなるというキリスト教の基本的真理である。中世に父は目のみ、あるいは雲から突き出た手のみで象徴的に示されたが、ルネサンス期においては老人として『旧約聖書』に登場する族長のように表された。一方、聖霊は白いハトとして表され、子であるキリストは十字架上で磔にされた姿で表現されることが一般的であった。
本作は、エル・グレコの『聖三位一体』のもととなったアルブレヒト・デューラーの版画に触発されている。しかし、エル・グレコの作品とは違い、本作の父は無表情のままである。画面は二分割され、それぞれが異なる技法で描かれている。上側は時間を超越した無感動な父なる神が表され、暖かく絢爛な色彩が見られる。下側は、すでに生気なく崩れ落ちたキリストの身体が劇的な明暗法で描写されている。画面には、血色のよい父と、精彩を欠き、灰色に変わっていくキリストの身体が対照されている。キリストの身体から腰布と聖骸布まで続く赤い血痕は、当時の対抗宗教改革が好んだ劇的な演出効果を生み出している。場面の悲劇性は、さらに光と華麗な色彩によっても強調されている。
なお、マドリード近郊のエル・エスコリアル修道院には、本作とはやや異なる同主題の別のヴァージョンが所蔵されている。

## ギャラリー

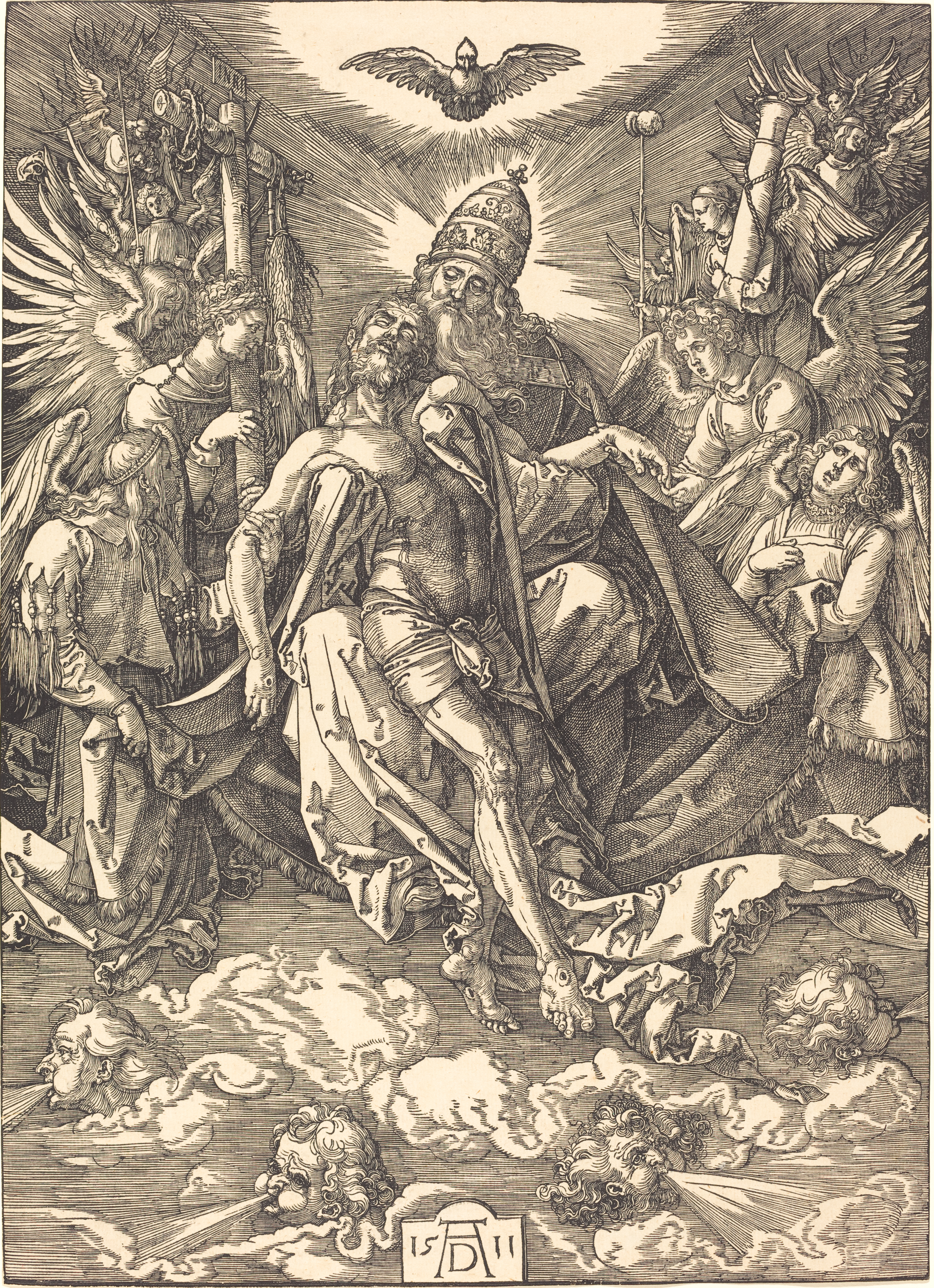
アルブレヒト・デューラーのエングレービング『聖三位一体』(1511年)
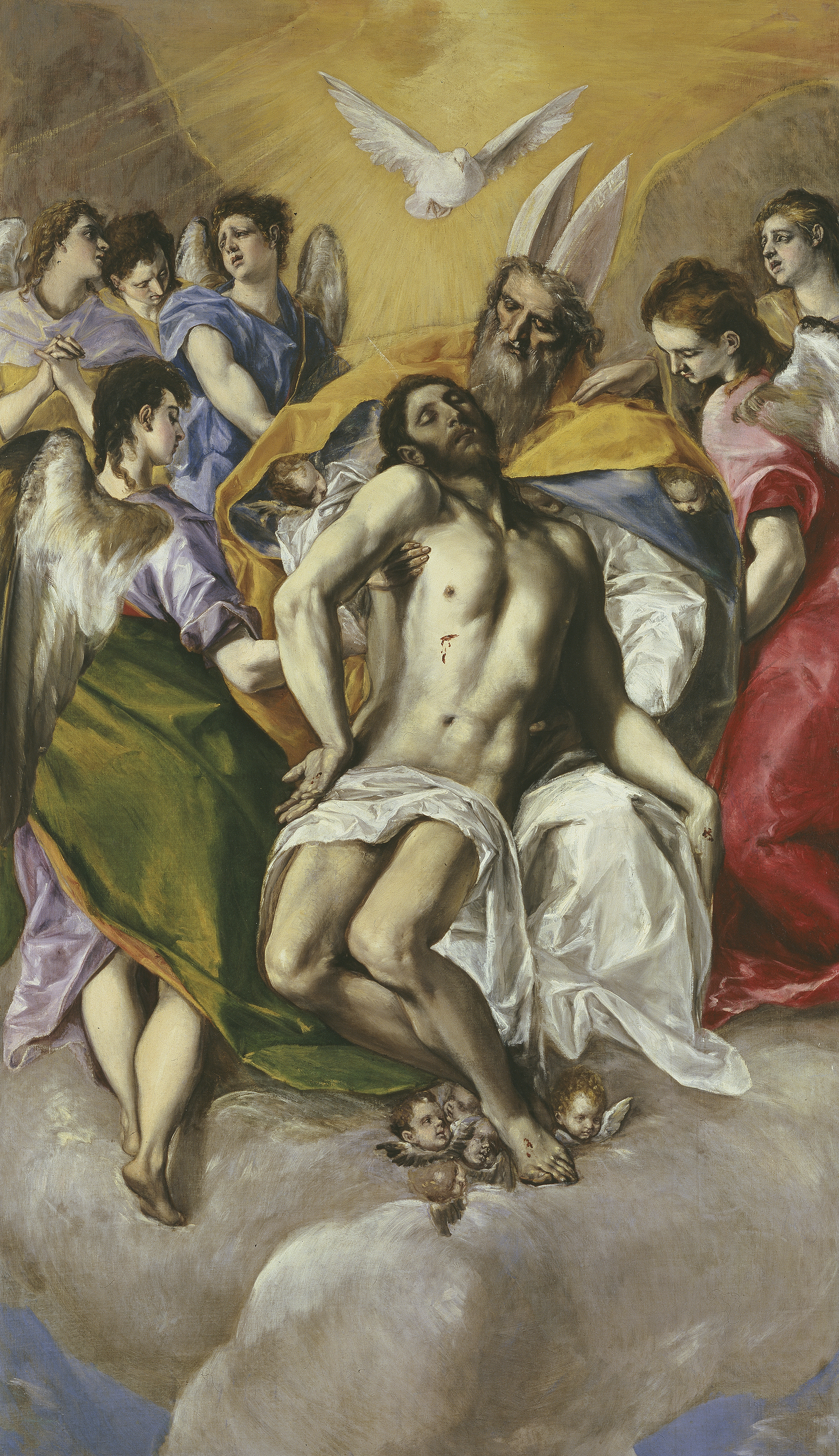
エル・グレコ『聖三位一体』(1577-1579年ごろ)、プラド美術館、マドリード
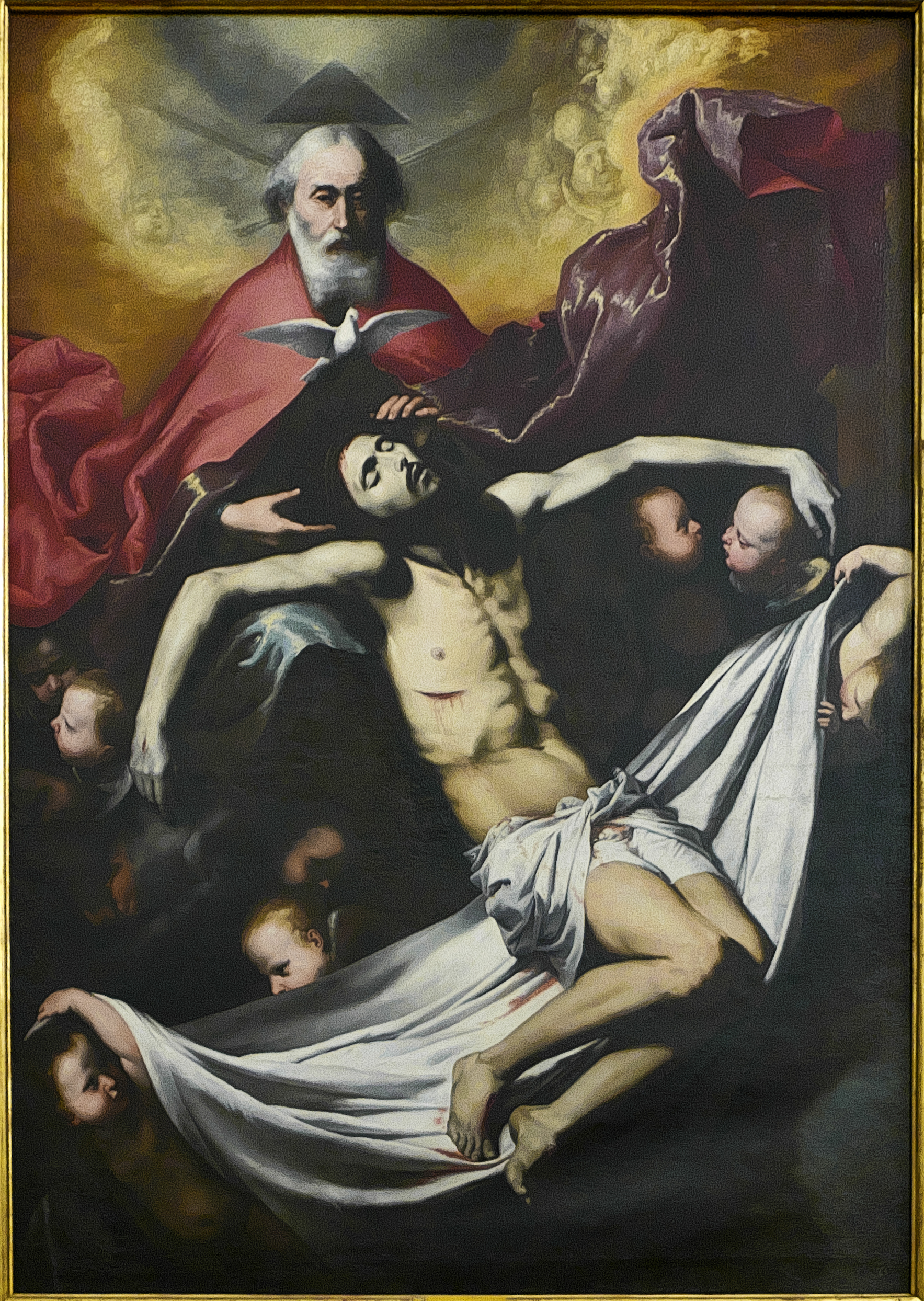
リベーラ『聖三位一体』(1635年ごろ)、エル・エスコリアル修道院